# تيار الوفاء الإسلامي
تيار الوفاء الإسلامي: حزب إسلامي شيعي في البحرين. تأسس في منتصف العام 2009 م على أنقاض «التحرك الجديد» بعد تغيير اسمه، ويدعو إلى مقاطعة العملية السياسية في البحرين.
ويرأس هذا التيار القيادي الشيعي المعارض عبد الوهاب حسين، وهو أحد قياديي حركة احتجاجات التسعينيات، وسجن أكثر من مرة في البحرين نتيجة لمواقفه من نظام الحكم البحريني.
أثناء الاحتجاجات البحرينية التي اندلعت مطلع عام 2011 م انضم تيار الوفاء الإسلامي إلى حركة حق، وحركة أحرار البحرين ليشكلوا تكتل اسمه التحالف من أجل الجمهورية الذي طرح مطالب تتجاوز الإصلاح الحكومي وحتى الدعوة لملكية دستورية إلى إلغاء الملكية ذاتها وإقامة نظام جمهوري في البلاد.